# Peter Cushing
Peter Cushing (n. 26 mai 1913, Greater London, Anglia, Regatul Unit al Marii Britanii și Irlandei – d. 11 august 1994, Canterbury, Anglia, Regatul Unit) a fost un actor englez.

## Filme
- The Man in the Iron Mark (1939)
- Laddie (1940)
- A Chump at Oxford (1940)
- Vigil in the Night (1940)
- The Howards of Virginia (1940)
- They Dare Not Love (1941)
- Hamlet (1948)
- 1952 Moulin Rouge, regia John Huston
- The Black Knight (1954)
- The End of the Affair (1955)
- Magic Fire (1955)
- 1956 Alexandru cel Mare
- Time Without Pity (1957)
- The Curse of Frankenstein (1957)
- The Abominable Snowman (1957)
- Violent Playground (1958)
- Dracula (1958)
- The Revenge of Frankenstein (1958)
- Câinele din Baskerville (1959)
- John Paul Jones (1959)
- The Mummy (1959)
- The Flesh and the Fiends (1960)
- Cone of Silence (1960)
- The Brides of Drácula (1960)
- Suspect (1960)
- Sword of Sherwood Forest (1960)
- The Hellfire Club (1961)
- Fury at Smugglers's Bay (1961)
- Tne Naked Edge (1961)
- Cash of Demand (1961)
- Captain Clegg (1962)
- The Devil's Agent (1962)
- The Man Who Finally Died (1963)
- The Evil of Frankenstein (1964)
- The Gorgon (1964)
- Dr. Terror's House of Horrors (1965)
- She (1965)
- The Skull (1965)
- Dr. Who and the Daleks (1966)
- Island of Terror (1966)
- Daleks - Invasion Earth: 2150 A.D. (1966)
- Frankenstein Created Woman (1967)
- Night of the Big Heat (1967)
- Torture Garden] (1967)
- Some May Live (1967)
- The Blood Beast Terror (1968)
- Corruption (1968)
- Frankenstein Must Be Destroyed (1969)
- Incense for the Damned (1970)
- Scream and Scream Again (1970)
- One More Time (1970)
- The Vampire Lovers (1970)
- The House That Dripped Blood (1971)
- Twins of Evil (1971)
- Eu, monstrul (1971), regia Stephen Weeks
- Tales from the Crypt (1972)
- Dracula A.D. 1972 (1972)
- Dr. Phibes Rises Again (1972)
- Asylum (1972)
- Fear in the Night (1972)
- Horror Express (1972)
- Nothing but the Night (1973)
- The Creeping Fesh (1973)
- And Now the Screaming Starts! (1973)
- The Satanic Rites of Dracula (1973)
- Shatter (1974)
- From Beyond the Grave (1974)
- Frankenstein and the Monster from Hell (1974)
- The Beast Must Die (1974)
- Madhouse (1974)
- The Legend of the 7 Golden Vampires (1974)
- Tender Dracula (1974)
- Legend of the Werewolf (1975)
- The Ghoul (1975)
- Trial by Combat (1976)
- Al șaptelea continent [At the Earth's Core) (1976)
- Land of the Minotaur (1976)
- Războiul stelelor - Episodul IV: O nouă speranță (1977)
- Shock Waves (1977)
- The Uncanny (1977)
- Die Standarte (1977)
- Son of Hitler (1978)
- Aventură în Arabia (1979)
- A Touch of the Sun (1979)
- Misterio en la isla de los monstrius (1981)
- Black Jack (1981)
- House of the Long Shadows (1983)
- Top Secret! (1984)
- Sword of the Valiant (1984)
- Biggles (1986)

## Legături externe
- Peter Cushing pe AllRovi
- en Peter Cushing la Internet Broadway Database
- Peter Cushing la Internet Movie Database
- Peter Cushing la TCM Movie Database
- Peter Cushing la Wookieepedia: un wiki Războiul stelelor
- Peter Cushing la Find a Grave
- The Peter Cushing Appreciation Society UK
- Peter Cushing as Sherlock Holmes
- Peter Cushing Literature